# Попово (Шиковская волость)
Попово — деревня в Шиковской волости Островского района Псковской области.
Расположена в 50 км к востоку от города Острова.
Численность населения деревни по состоянию на 2000 год составляла 3 человека.